# دوري ميانمار الوطني 2010
دوري ميانمار الوطني 2010 هو الموسم 2 من دوري ميانمار الوطني. أقيم خلال الفترة 13 مارس 2010 وحتى 11 نوفمبر 2010، وأشرف على تنظيمه الاتحاد الآسيوي لكرة القدم، وكان عدد الأندية المشاركة فيه 11، وفاز فيه نادي ياداناربون.